# Urszula Figwer
Urszula Figwer (Voivodato de Pequeña Polonia, 25 de abril de 1931-21 de abril de 2025) fue una voleibolista y atleta polaca especialista en lanzamiento de jabalina.

## Carrera deportiva

### Atletismo
Ganó el campeonato nacional en lanzamiento de jabalina en tres ocasiones, en 1955, 1959 y 1960, además de campeona bajo techo en 1955. También batió el récord nacional en 10 ocasiones.
A nivel internacional ganó la medalla de plata en las Universiadas de Turín en 1959 y participó en dos ediciones de los Juegos Olímpicos, la primera de ellas fue el Melbourne 1956 donde terminó en sexto lugar entre 19 participantes, y en Roma 1960 terminó en la quinta posición entre 20 participantes.

### Voleibol
Jugó con el Beskid Andrychów y jugó para Polonia en 23 ocasiones de 1949 a 1952 con quien ganó el subcampeonato mundial en la edición de 1952 en la Unión Soviética y la medalla de bronce en el campeonato europeo en la edición de 1949 en Praga.